# Qovlarsarı
Qovlarsarı är en ort i Azerbajdzjan.   Den ligger i distriktet Samux Rayonu, i den västra delen av landet, 300 km väster om huvudstaden Baku. Qovlarsarı ligger 250 meter över havet och antalet invånare är 1 210.
Terrängen runt Qovlarsarı är lite kuperad. Runt Qovlarsarı är det mycket tätbefolkat, med 2 521 invånare per kvadratkilometer.. Närmaste större samhälle är Ganja, 11,5 km söder om Qovlarsarı.
Trakten runt Qovlarsarı består till största delen av jordbruksmark.